# Salstern
Salstern är en sjö i Motala kommun i Östergötland och ingår i Motala ströms huvudavrinningsområde. Sjön har en area på 4,38 kvadratkilometer och ligger 103,5 meter över havet. Sjön avvattnas av vattendraget Hällestadsån (Storån).
Salstern, som till övervägande delen är en skogssjö, rymmer flera vikar och öar. Genom ett smalt sund vid torpet Älgsundet avskiljs Stora Salstern i väster från Lilla Salstern i öster, där samhället Karlsby är beläget.
Mittemot Karlsby finns domänreservatet Killingön, där det växer gamla tallar. Enligt 1734 års karta finns en häll på Killingön kallad Jungfruhällen.
Sjön är delad mellan tre f.d. socknar: Kristbergs socken i öster, Motala socken i söder och Västra Ny socken i väster. Den omges av flera områden med fritidshus: Burnäset, Djupvik, Salstersvik och Sjölunda.
Salstern tillhör Finspångsåns vattensystem.

## Delavrinningsområde
Salstern ingår i delavrinningsområde (650067-145874) som SMHI kallar för Utloppet av Salstern. Medelhöjden är 127 meter över havet och ytan är 30,96 kvadratkilometer. Räknas de 3 avrinningsområdena uppströms in blir den ackumulerade arean 73,91 kvadratkilometer. Hällestadsån (Storån) som avvattnar avrinningsområdet har biflödesordning 2, vilket innebär att vattnet flödar genom totalt 2 vattendrag innan det når havet efter 97 kilometer. Avrinningsområdet består mestadels av skog (66 procent). Avrinningsområdet har 4,86 kvadratkilometer vattenytor vilket ger det en sjöprocent på 15,6 procent.